# Nao Oikawa
Pour les articles homonymes, voir Oikawa.
Nao Oikawa (及川奈央, Oikawa Nao) née le 21 avril 1981 à Hiroshima est une actrice japonaise, une personnalité de la télévision, une ex-actrice en films pornographiques et un ex-mannequin de charme (elle s'est retirée de l'industrie pornographique en 2004).

## Biographie
Nao Oikawa née à Hiroshima, Japon le 21 avril 1981. Sa famille part habiter Tokyo alors qu'elle était enfant. À l'âge de 18 ans, elle est diplômée d'études secondaires et s'inscrit dans une école de création artistique lorsqu'elle rencontre un dénicheur de talents qui lui a propose d'être actrice en films pornographiques. "À l'époque, mes cheveux étaient décolorés et bouclés. Mon agence m'a enjoint de revenir à ma coloration brun foncé. Un jour, au bureau, un membre de l'équipe m'a sélectionné 'Oikawa' comme nom de famille à partir d'un livre, un autre 'Nao', pêché d'autre livre. C'est de là que provient mon nom de scène.",.
Vie privée
Lors d'un entretien journalistique qu'elle consent à JMate en 2002, elle rapporte qu'elle a déjà pratiqué la plupart des choses qu'elle interprète dans ses vidéos pornographiques avec son ami lorsqu'ils étaient tous deux en terminale des études secondaires. À savoir la sodomie, le sadomasochisme et les rapports sexuels en public. Elle dit n'avoir jamais utilisé de vibro-masseur qui a été une découverte faite au cours de son travail d'actrice pornographique. Elle affirme, en outre, avoir eu peu d'amants dans sa vie privée et qu'ils pouvaient se compter sur les dix doigts. Toujours au cours de cet entretien, elle déclare au sujet des rapports sexuels : « Je veux quelque chose de normal. Je ne veux pas de bizzareries... Nous faisons de toutes façons des choses bizzares pour le travail ».
Ses passe temps favoris sont le tarot divinatoire et la calligraphie asiatique. Elle aime cuisiner, l'équitation et la marche. Elle apprécie la cuisine japonaise en général surtout lorsqu'elle est accompagnée d'un verre de saké. Selon son blog, elle dit se déplacer dans Tokyo principalement par la Ligne Yamanote (train en boucle) et en Louis Garneau (bicyclette). Elle se rend chaque année au Sanctuaire Kurumazaki de Kyoto pour visiter la déesse des divertissements publics.
Elle vit avec deux chats (Scottish fold), et espère se marier et avoir des enfants. Son rêve est posséder un ko-ryôriya (petit restaurant-bar japonais).

## Carrière

### Carrière pornographique
Début
Les débuts d'Oikawa ne sont pas faciles. Les producteurs de porno n'ont pas pensé qu'elle avait un talent particulier pour le genre qui était le leur. Elle passe son temps à étudier le jeu de scène des actrices chevronnées et populaires de la pornographie (En particulier, elle a beaucoup appris de Kurumi Morishita). C'est au mois de septembre 2000, à l'âge de dix neuf ans, qu'Oikawa débute dans l'industrie de la vidéo pornographique avec les studios Media Station (メディアステーション, Media Suteeshon), dénommés Cosmos Plan (宇宙企画, Uchū Kikaku) lors de leur fondation. Alors elle a libéré quelques vidéos d'Alice Japon, de Momotaro, etc. Elle travaille ensuite, sans grand succès, pour Alice Japan, Momotaro, etc. Au cours de sa première année de tournage, Oikawa interprète quelques vidéos pornographiques ainsi qu'un film érotique de V-cinema, Virgin Teacher Hinako en septembre 2001.
Notoriété
Au printemps 2002, Oikawa commence à tourner pour la nouvelle entité KMP million (en), le plus souvent sous la direction de Goro Tameike. Elle affirme que Tameike lui a indiqué la façon de faire,. Sa première vidéo avec KMP et Tameike, Another Side of Nao Oikawa, associe sodomies et gorges profondes. Un de ses partenaires n'est autre que le fameux acteur Taka Kato. Conjointement, elle commence à travailler pour Soft On Demand et Moodyz qui a produit ses films les plus populaires. Plus de la moitié de ses films pornographiques sont produits en 2002.
KMP exclusif
Au printemps 2003, Oikawa signe un contrat d'exclusivité avec KMP, contrat qu'elle honorera jusqu'à sa retraite. En même temps que Ran Monbu, Hitomi Hasegawa, Saori Kamiya et Hitomi Hayasaka, elle fait partie du groupe d'actrices exclusives que KMP a employées pour sa promotion sous le nom de 2003 Million Girls (ミリオンガールズ2003). Another Side of Nao Oikawa 2, est d'une pornographie encore plus extrême incluant des scènes de saphisme utilisant un gode ceinture, de gorges profondes accompagnées de vomissements, de vibro-masseurs impliquant toutes des partenaires multiples. Taka Kato est à nouveau de la partie. D'une pornographie moins dure, la vidéo Forest in Nude est produite par KMP en juin 2003 avec Oikawa et Kurumi Morishita. Réalisée par TOHJIRO, cette vidéo de saphisme relate l'histoire « douce-amère de deux copines qui se remémorent leur jeunesse passée et leurs expériences sexuelles ».
Popularité et identification
Au faîte de sa carrière, Oikawa est une des actrices les plus connues et appréciées de la vidéo pornographique au Japon. En 2003 (la première date recensée), elle arrive en tête de la liste DMM des cent actrices dont les vidéos sont les plus vendues sur leur site. En 2004 elle occupe le second rang bien qu'ayant quitté l'industrie du film pornographique au milieu de l'année et, en 2005, elle occupe encore la quarante et deuxième place du top 50.
Il y a depuis eu de nombreuses rééditions et des compilations à partir de ses anciennes vidéos. Oikawa, l'actrice pornographique Mariko Kawana, Taka Kato, le réalisateur en:Goro Tameike et Ganari Takahashi, le fondateur des studios Soft On Demand, sont parmi les 17 personnes interviewées par Misato Nakayama pour l'étude des professionnels de l'industrie pornographique 性職者の人々あの世界の仕事師たち (Sei Shoku Sha aucun Hitobito Ano Sekai aucun Shigotoshi Tachi), édité en janvier 2006 par Ohzora  (ISBN 4-7767-9229-X).
Quoi qu'il en soit, Oikawa avoue qu'elle n'a pas toujours trouvé son passage dans l'industrie du X plaisant. Elle dit au sujet d'une de ses premières vidéos tournée en extérieur : « avoir été maltraitée à la fois physiquement et mentalement, avec des passants qui s'en amusaient en la regardant. Être blessée mentalement est réellement très dur. Bien plus que n'importe quelle blessure physique. Particulièrement lorsque vous voyez le réalisateur s'en aller. »Bien que beaucoup d'actrices pornographiques soient exclues de leur famille, Oikawa, dans un article de la revue Tokusatsu Shinsengumi parue en 2005, remercie sa mère de lui avoir fourni toute l'aide dont elle avait besoin : « Sans le soutien de ma mère, je n'aurais jamais été actrice de vidéos pornographiques. »

### Actrice et personnalité de TV
Les émissions télévisées
À l'instar de Nana Natsume et de Sora Aoi, deux autres actrices en films pornographiques, Nao Oikawa a su se servir de sa notoriété pour se reconvertir dans le monde du spectacle.
Peu après avoir quitté l'industrie du X, elle est actrice et metteur en scène d'un épisode de la série Fantazuma: Cursed House ou Fantazuma: Noroi no yakata (ファンタズマ〜呪いの館〜), films d'horreur de la télévision japonaise diffusés sur les antennes de TV Tōkyō au mois de juillet 2004.
Toujours en 2004, elle interprète également un rôle dans la série télévisée The Great Horror Family ou Kaiki daikazoku (怪奇大家族) mise en scène par Takashi Shimizu,.
On la voit encore dans le septième épisode de Jigoku shoujo (地獄少女), plus connu sous son nom anglophone Hell Girl, diffusé au mois de décembre 2006 par les studios de Nippon Television.
De 2005 à 2006, Oikawa parait à l'occasion de diverses émissions télévisées programmées à des heures tardives dont Ikari Oyaji 3.
Actrice de SFX
Le 11 novembre 2005 Oikawa a fait une apparition spéciale dans le 6e épisode de GARO. C'était sa apparition sur la série de sfx de Tokusatsu. Le directeur d'action Makoto Yokoyama dit que son corps souple convient à l'action de sfx.
Le 9 novembre 2007, elle a fait une apparition spéciale dans le 6e épisode des productions de Tsuburaya que la mini-série Ultraseven X.
Oikawa apparait dans le générique de Mahō sensei Negima! (魔法先生ネギま！) en tant que « Shizuna Minamoto », la conseillère de Negi. Cette série télévisée, basée sur le manga du même nom, est programmée, aux heures tardives, sur les antennes de TV Tokyo, durant le mois d'août 2007. Il y est conté l'histoire d'un jeune magicien (Dans la série, Negi est interprété par une fille âgée de 13 ans) et de ses trente et une élèves,,.
Toutes les émissions diffusées à une heure tardive ne sont pas du même esprit que ci-dessus. Elle est « Kegalesia », l'infâme personnage de la série de tokusatsu Engine Sentai Go-onger (炎神戦隊ゴーオンジャー) diffusée par TV Asahi le 21 septembre 2008. Oikawa et les deux actrices de la série, Rina Aizawa et Yumi Sugimoto, s'érigent en un groupe de chanteuses, le G3 Princess qui font paraitre un CD et un EP sous le titre
G3 Princess Rap ~Pretty Love Limited~ dans lequel Oikawa chante Utopia en solo. Elle interprète également le rôle de la femme-abeille de Shoker dans l'épilogue du film Kamen Rider × Kamen Rider W & Decade: Movie War 2010 paru en décembre 2010
De novembre au décembre 2007, Oikawa interprète son premier rôle d'actrice principale dans Night Mess, un drame pour trois personnes. En septembre 2010, elle se lance dans Blood Prisoner, un drame mettant en scène des vampires. Quelques membres de l'équipe et acteurs des deux drames sont des spécialistes de tokusatsu.
Autres activités
La famille d'Oikawa a l'habitude de jouer au Mah-jong pour se distraire. L'actrice s'est ainsi exercée à ce jeu pendant plus de 20 ans. Elle utilise ses capacités dans des productions de V-cinema, de télévision, etc.

## Filmographie
Les vidéos sont regroupées par années et dans l’ordre de leur parution. Les titres sont à la fois en anglais et en japonais. Les titres japonais, qui apparaissent sur la couverture de la boîte, sont traduits en anglais ou sont ceux utilisés lors de leur parution en langue anglaise. Ils ne sont pas toujours en rapport.
Le nom du producteur, le numéro d’identification de la vidéo ou de la bande VHS ainsi que le nom du réalisateur sont indiqués lorsqu’ils sont connus.
La colonne « Notes » inclut une courte description lorsqu’il s’agit de films spécialisés, une liste des autres acteurs et s’il s’agit d’une anthologie ou d’une compilation. Anthologie signifie qu’il s’agit d’une vidéo regroupant des scènes interprétées en solo par des actrices différentes. Le terme de Compilation doit être interprété comme une vidéo regroupant des scènes tirées de vidéos déjà publiée auparavant.

### Films et V-Cinémas
| Titre du film | Producteur           | Réalisateur       | Date de parution | Notes                             |
| --- | -------------------- | ----------------- | ---------------- | --------------------------------- |
| Professeur de Vierge Hinako 処女教師 日菜子                                                                              | GP Museum            | Takashi Achiwa    | 20 août 2001     | Rôle: Hinako                      |
| Ninja Vixens: Flamme de séduction くノ一忍法伝 華艶淫火 ～女淫血風抄～                                                   | Engel                | Daiji Hattori     | 16 février 2002  | Rôle: Shizuku                     |
| PLAYBALL | GP Museum            | Maccoi Saito      | 3 août 2002      | Rôle: Natsu                       |
| Capone, L'empereur de l'alchimie dans Roppongi カポネ 六本木錬金の帝王                                                   | M3                   | Shingo Yamashiro  | 14 février 2004  | Rôle: Ryoko Tachibana             |
| Le Chemin du carnage 10: Guerre complète dans Kyushu 修羅のみち10 九州全面戦争                                           | Knack                | Keiichi Ozawa     | 1er mai 2004     | Rôle: Yuka                        |
| Maggy's Dog Jr. | ICF                  | Kengo Kaji        | 18 mars 2005     | Rôle: Madame Maggy                |
| Tsukiko, Un entrepreneur 葬儀屋月子〜ある葬儀屋の告白〜                                                                  | EZ Channel           | Hiroki Yamaguchi  | octobre 2005     | Rôle: Tsukiko                     |
| No Pants Girls: Movie Boxing                                                                                             | Omega Project        | Sono Sion         | 12 novembre 2005 | Rôle: Airi Kanno                  |
| Tsukiko, Une infirmière 看護師月子〜ある看護師の告白〜                                                                   | EZ Channel           | Takayuki Sato     | janvier 2006     | Rôle: Tsukiko                     |
| Un club en tant que gardien de but                                                                                       | BBMC                 | Minoru Kawasaki   | 26 mai 2006      | Rôle: Nami                        |
| Dekotora No Shu 4 デコトラの鷲 其の四 愛と涙の男鹿半島                                                                   | Fresh Hearts         | Hideyuki Katsuki  | 21 avril 2007    | Rôle: Chat de ruelle Nancy        |
| Mukoubuchi | GP Museum            | Shuji Kataoka     | 25 juin 2007     | Rôle: Shiori                      |
| Mukoubuchi 2, La région sauvage où le démon vit むこうぶち2 鬼の棲む荒野                                                 | GP Museum            | Shuji Kataoka     | 25 juillet 2007  | Rôle: Shiori                      |
| Mukoubuchi 3 Le joueur du souterrain むこうぶち3 裏プロ                                                                  | GP Museum            | Shuji Kataoka     | 25 avril 2008    | Rôle: Shiori                      |
| Mukoubuchi 4 Un tueur de salle むこうぶち4 雀荘殺し                                                                      | GP Museum            | Shuji Kataoka     | 25 juin 2008     | Rôle: Shiori                      |
| Engine Sentai Go-onger: Bom bom! Bom bom Net de Bom!!                                                                    | Toei                 |                   | 11 juillet 2008  | Rôle: Kegalesia                   |
| Engine Sentai Go-onger: Boom boom! Bang bang! GekijoBang!!                                                               | Toei                 | Noboru Takemoto   | 9 août 2008      | Rôle: Kegalesia, une maîtresse    |
| Mukoubuchi 5 L'homme de glace むこうぶち5 氷の男                                                                         | GP Museum            | Shuji Kataoka     | 25 décembre 2008 | Rôle: Shiori                      |
| Engine Sentai Go-onger vs. Gekiranger                                                                                    | Toei                 | Satoshi Morota    | 24 janvier 2009  | Role: Kegalesia                   |
| Mukoubuchi 6 Maître de putain むこうぶち6 女衒打ち                                                                       | GP Museum            | Shuji Kataoka     | 25 décembre 2008 | Rôle: Shiori                      |
| Maicching Machiko Sensei: Une fille contrevenante Busty et Undefeatable 実写版 まいっちんぐマチコ先生 無敵のおっぱい番長 | TMC                  | Ataru Ueda        | 17 juillet 2009  | Rôle: professeur principal Ishizu |
| TOGETHER | T&M                  | Kazuaki Mutou     | 5 septembre 2009 | Rôle: une infirmière              |
| Kamen Rider × Kamen Rider Double & Decade: Movie War 2010                                                                | Toei                 | Ryūta Tazaki      | 12 décembre 2009 | Rôle: Femme d'abeille             |
| Samurai Sentai Shinkenger vs. Go-onger: GinmakuBang!!                                                                    | Toei                 | Shojiro Nakazawa  | 30 janvier 2010  | Rôle: Kegalesia                   |
| Mukoubuchi 7 Tuiles cachées むこうぶち7 筋殺し                                                                           | GP Museum            | Shuji Kataoka     | 25 mars 2010     | Rôle: Shiori                      |
| Monsieur!! Est-ce que je peux aller à la toilette?? 裁判長!トイレ行ってきていいすか                                      | Aniplex              | Jun Shiozaki      | 27 août 2010     | Rôle: Nobuko Makimura             |
| Mukoubuchi 8 Le mauvais œil むこうぶち8 邪眼                                                                             | GP Museum            | Shuji Kataoka     | 17 décembre 2010 | Rôle: Shiori                      |
| Kaizoku Sentai Gokaiger : Le vaisseau fantôme volant                                                                     | Toei                 | Katsuya Watanabe  | 6 août 2011      | Rôle: Kegalesia                   |
| Gokaiger vs Gavan | Toei                 | Shojiro Nakazawa  | 21 janvier 2012  | Rôle: Kegalesia                   |
| Dame puissante - la série                                                                                                | comité de production | Ichiro Omomo      | 31 mars 2012     | Rôle: une nonne                   |
| WONOGAWA | comité de production | Hiroki Yamaguchi  | 6 avril 2013     | Rôle: Tomura Chinuno              |
| Piège mortel - Droit de la mort                                                                                          | Rakuso-sya           | Kazuhiro Yokoyama | 4 septembre 2013 | Rôle: La Mort                     |

### Séries télévisées
| Titre                                                          | Réseau   | Réalisateur                                                         | Date de parution                 | Notes                                             |
| -------------------------------------------------------------- | -------- | ------------------------------------------------------------------- | -------------------------------- | ------------------------------------------------- |
| Fantasma: Cursed Residence: épisode 3 ファンタズマ〜呪いの館〜 | TV Tokyo | Nao Oikawa                                                          | août 2008                        | Réalisateur, un commerçant                        |
| The Great Horror Family 怪奇大家族                             | TV Tokyo | Takashi Shimizu, Kenji Murakami, Keisuke Toyoshima, Yûdai Yamaguchi | octobre - décembre 2004          | Rôle: divers femmes                               |
| 30minutes: épisode 2                                           | TV Tokyo | Hitoshi Ohne                                                        | octobre 2004                     | Rôle: Ayumi                                       |
| Deep Love Host                                                 | TV Tokyo | Hideo Nanbu                                                         | 17 janvier 2005 - 18 mars 2005   | Rôle: Sara                                        |
| Heroine was born ヒロイン誕生                                  | TV Osaka |                                                                     | juillet 2005 - mars 2006         | Rôle: Nao                                         |
| GARO: épisode 6                                                | TV Tokyo | Kengo Kaji                                                          | 11 novembre 2005                 | Rôle: Kotomi                                      |
| A King At Night: épisode 6 夜王                                | TBS      | Masahiro Sakai                                                      | 17 février 2006                  | Rôle: Marin                                       |
| Pleasure Master: épisode 1 快感職人                            | TV Asahi |                                                                     | 8 juillet 2006                   | Rôle: Yukari                                      |
| Girl From Hell: épisode 7 地獄少女                             | Nihon TV |                                                                     | décembre 2006                    | Rôle: Kiriko Matsui                               |
| Negima! Magister Negi Magi 魔法先生ネギま!                     | TV Tokyo | Ryu Kaneda                                                          | 3 octobre 2007 - 26 mars 2008    | Rôle: Shizuna Minamoto                            |
| Ultraseven X: épisode 6: Traveler                              | CBC      | Kengo Kaji                                                          | 9 novembre 2007                  | Rôle: Arisa                                       |
| Edison's Mama: épisode 6 エジソンの母                          | TBS      | Jun Muto                                                            | 15 février 2008                  | Rôle: professeur magique dans un livre            |
| Engine Sentai Go-onger 炎神戦隊ゴーオンジャー                  | TV Asahi |                                                                     | 17 février 2008 - 8 février 2009 | Rôle: Kegalesia(GP1-GP49), Nao Kiyomizu(GP-FINAL) |
| Coelacanth Murder Case シーラカンス殺人事件                    | Fuji TV  |                                                                     | 27 novembre 2009                 | Rôle: une hôtesse de boîte de nuit                |
| Ryōmaden: épisode 4                                            | NHK      | Keishi Ootomo                                                       | 24 janvier 2010                  | Rôle: Shino                                       |
| Uchû inusakusen: épisode 4                                     | TV Tokyo | Kouichi Hamaya                                                      | 13 août 2010                     | Rôle: Monroe                                      |
| Garo: Yami o Terasu Mono: épisode 11                           | TV Tokyo | Mitsuyoshi Abe                                                      | 15 juin 2013                     | Rôle: Boara                                       |
| Aristocratique baccalauréat: épisode 3                         | Fuji TV  | Makoto Hirano                                                       | 24 octobre 2013                  | Rôle: Sakurako Kamino                             |

### Variété DVD
| Titre                                                                                                   | Producteur      | Genre    | Date de parution | Notes                             |
| --- | --------------- | -------- | ---------------- | --------------------------------- |
| Mourning Mr. Kendo Kobayashi 追悼ケンドーコバヤシさん                                                   | YOSHIMOTO WORKS | Conte    | 26 octobre 2005  | Rôle: La veuve de Kendo Kobayashi |
| Full Of Trouble 2, Life of Comedians 原口あきまさの波乱万場2                                            | ShowTime        | Conte    | 19 juillet 2009  | Rôle: Mlle "O"                    |
| IS YOUR SEX HAPPY? あなたのセックスは幸せですか                                                         | GP Museum       | Pratique | 25 octobre 2009  | Conseiller surveillé              |
| Fuji Cup #1 第1回麻雀女王トーナメント                                                                   | GP Museum       | Mah-jong | 16 avril 2010    | MC                                |
| L'allumette de titre de Mah-jong 2011 - primaire des célébrités 麻雀最強戦2011 著名人代表決定戦         | Takeshobo       | Mah-jong | 2 septembre 2011 | joueur                            |
| L'allumette de titre de Mah-jong 2012 - primaire des célébrités 麻雀最強戦2012 著名人代表決定戦・風神編 | Takeshobo       | Mah-jong | 7 septembre 2012 | joueur                            |
| L'allumette de titre de Mah-jong 2013 - finale 麻雀最強戦2013 著名人代表決定戦                          | Takeshobo       | Mah-jong | 5 mars 2014      | joueur                            |

### Vidéos réservées aux adultes
| Titre                                                                          | Producteur                | Réalisateur        | Date de parution   | Notes                                                              |
| ------------------------------------------------------------------------------ | ------------------------- | ------------------ | ------------------ | ------------------------------------------------------------------ |
| Honeybee's Mischief みつばちの悪戯                                             | Cosmos Plan               | WATARUX            | 30 septembre 2000  | Début d’Oikawa en tant qu’AV Idol (1)                              |
| Indecent Woods 露骨な森のエロス                                                | Cosmos Plan               | Toru Kosakai       | 29 octobre 2000    | (1)                                                                |
| My StepSister is a Beautiful Nurse お義姉さんは美・看護婦                      | Alice Japan Babylon       | Shigeo Katsuyama   | 22 décembre 2000   | (2), (3)                                                           |
| Uniform Doll 制服人形(コスプレドール)                                          | Alice Japan               | Yuji Sakamoto      | 23 janvier 2001    | (2), (3)                                                           |
| Bejean 12                                                                      | Momotaro                  |                    | 25 mai 2001        | (4)                                                                |
| I Satisfy Your Wish コスプレックス                                             | Momotaro                  |                    | 24 octobre 2001    | (4)                                                                |
| How to Perfect 徹底攻略                                                        | Wanz Factory              |                    | 1er novembre 2001  | (5)                                                                |
| AA.II ア～イ～                                                                 | Shy Plan                  | Kyuhei Tsubakihara | 30 novembre 2001   |                                                                    |
| The Hypnotism Fuck of Nao Oikawa 催眠FUCK                                      | MidnightBlue              |                    | décembre 2001      | Série télévisée de CS (1), (13)                                    |
| Wild Thing IV                                                                  | Momotaro                  | Butta Sato         | 20 décembre 2001   | (4)                                                                |
| Give Up Human Being 人間廃業                                                   | Alice Japan Babylon       | Kunihiro Hasegawa  | 21 décembre 2001   | (2), (3)                                                           |
| AV Model Recipe 15 AV虎の穴-AV女優の作り方                                     | Wanz Factory              |                    | 1er janvier 2002   | (5)                                                                |
| Obscene Model 猥褻モデル                                                       | Alice Japan               | Kyuhei Tsubakihara | 18 janvier 2002    | (2)                                                                |
| Fallen Angel X 堕天使Ｘ                                                        | Media Station Bazooka     | Daimei Kurata      | 10 février 2002    | (1)                                                                |
| Black Date                                                                     | Wanz Factory              | Mitsuru Shibahara  | 28 février 2002    | (5)                                                                |
| Illusion Nurse/Beautiful Ass Nurse 妄想ナース/美尻ナース                       | Marx Princess             | Kei Morikawa       | 23 mars 2002       | (5)                                                                |
| First Fuckin' Baby 柏の森で会いましょう                                        | Moodyz                    | DAICHI             | 1er avril 2002     | (6), (7), (15)                                                     |
| She Is A Forbidden Elder 僕のお姉さん                                          | Total Media Agency        |                    | 12 avril 2002      | (8)                                                                |
| Canned Peach, The Real Face Of "Wild Thing"ers 桃の缶詰 ワイルドシンガーの素顔 | Momotaro                  |                    | 17 avril 2002      | Omunibus                                                           |
| Dream Woman 5                                                                  | Moodyz                    | Alala Kurosawa     | 1er mai 2002       | (6), (7), (14)                                                     |
| Implication Nao Oikawa 裏・及川奈央                                            | KMP Million               | Goro Tameike       | 17 mai 2002        | (9), (12)                                                          |
| Super High-Class Soap Lady 超高級ソープ嬢                                      | SOD                       | Hajime Yarigasaki  | 17 mai 2002        | (10)                                                               |
| Dream High School Vol.5 ドリーム学園VOL.5                                      | Moodyz                    | Daikei Shimizu     | 1er juin 2002      | Avec Nanami Yusa (6), (15)                                         |
| Angel 97                                                                       | Idea Pocket               | Taiyo Shibato      | 8 juin 2002        | (14)                                                               |
| Handjob Helper オナニーのお手伝いしてあげる                                    | SOD                       | Yuji Sakamoto      | 21 juin 2002       | (10)                                                               |
| Crime and Punishment 罪と罰                                                    | VIP                       | Juzo Kamonohashi   | 21 juin 2002       |                                                                    |
| Prohibition 禁断                                                               | Media Bank                |                    | 28 juin 2002       |                                                                    |
| Nymph's Kiss 超☆美少女接吻                                                     | Natural High              |                    | 5 juillet 2002     | Omunibus, Lesbienne                                                |
| The Lady Panther 2 女豹2                                                       | Attackers Shark           | Kaito Ashihara     | 8 juillet 2002     | (14)                                                               |
| Beauty Female Doctor 美人女医・淫虐病棟 白濁色にまみれて                       | SOD                       | Nomao Yonezu       | 19 juillet 2002    | (10)                                                               |
| When Nao is My Pet もしも及川奈央が僕のペットだったら・・・                    | KMP Million               | Goro Tameike       | 19 juillet 2002    | (9), (12)                                                          |
| Exposure at the Pachinko Parlor パチンコパーラーで露出!                        | Virtual Wave              |                    | 23 juillet 2002    |                                                                    |
| Super Angle of Manko 超-股間のアングル                                         | Wanz Factory              |                    | 1er août 2002      | (5)                                                                |
| Female Teacher Pet Chapter 5 僕だけの女教師ペット 第５章                       | SOD                       | Hideto Aki         | 4 août 2002        | (10)                                                               |
| Yukata Festival 夏祭り！ゆかた美人大集合                                       | Momotaro                  |                    | 10 août 2002       | Omunibus (4)                                                       |
| How is an Indecent Female 淫らな雌はいかがですか?                              | Moodyz                    | Koushiro           | 15 août 2002       | (6), (7), (15)                                                     |
| Costume Play Busty Idol コスプレ巨乳アイドル                                   | KMP Million               | Nimura Hitoshi     | 16 août 2002       |                                                                    |
| FACE 51                                                                        | AUDAZ JAPAN               |                    | 23 août 2002       | (11)                                                               |
| Hip & Vagina 4 お尻と性器                                                      | Wanz Factory              |                    | 1er septembre 2002 | (5)                                                                |
| Pleads for Pudding おねだりプリン                                              | SOD                       |                    | 6 septembre 2002   | (10)                                                               |
| The Lustful Female Vol. 19 雌女                                                | AUDAZ JAPAN               |                    | 6 septembre 2002   | (11)                                                               |
| Gold Member                                                                    | Activ 1                   |                    | 10 septembre 2002  | Avec Miri Sugihara                                                 |
| Tasted Nao Oikawa's Big Tits 及川奈央の巨乳を味わえ！！                        | KMP Million               | Goro Tameike       | 20 septembre 2002  | (9), (12)                                                          |
| Digital Mosaic Vol.005                                                         | Moodyz                    | Rinya              | 1er octobre 2002   | (6), (7), (15)                                                     |
| Uki Uki Watching うきうきウオッチング                                          | GOGO's                    |                    | 2 octobre 2002     |                                                                    |
| Virginity Student Hunting 新・童貞狩り 第3章                                   | SOD                       | Kei Morikawa       | 19 octobre 2002    | (10)                                                               |
| Violent Shoot 激射 vol.22                                                      | AUDAZ JAPAN               |                    | 25 octobre 2002    | (11)                                                               |
| Shove to The Hilt コスプレ及川奈央                                             | Total Media Agency        |                    | 25 octobre 2002    | (8)                                                                |
| Actress Restraint Maniac 女優・拘束マニア                                      | Wanz Factory              |                    | 1er novembre 2002  | (5)                                                                |
| Super Angle of Oppai 超-美乳のアングル                                         | Wanz Factory              |                    | 1er novembre 2002  | (5)                                                                |
| My Only Big Tit Mama 3 僕だけの巨乳ママ3                                       | Waap Entertainment        | KINGDOM            | 8 novembre 2002    |                                                                    |
| Idol Semen Vol.8                                                               | SOD                       | Takaki Goto        | 20 novembre 2002   | (10)                                                               |
| Fan Festa Hotspring Bus Tour ファン感謝温泉バスツアー                          | KMP Million               | Goro Tameike       | 22 novembre 2002   |                                                                    |
| LOVE pussy [Side.A] LOVE potion ナース淫欲病棟                                 | meltyKiss                 |                    | 30 novembre 2002   | aka Nurse Nao                                                      |
| Sweet pussy [Side.B] Sweet lesson 女教師淫欲教室                               | meltyKiss                 |                    | 30 novembre 2002   | aka Teacher Nao                                                    |
| Sex Wars 1                                                                     | Moodyz                    | Rintaro Ise        | 1er décembre 2002  | Avec Akira Watase, Moe Nishimura (6), (15)                         |
| Another Side Of Black Date 裏ブラックデート                                    | Wanz Factory              | Mitsuru Shibahara  | 1er décembre 2002  |                                                                    |
| Beauty Bust Nurse's Sexual Harassment 看護娼婦                                 | Dream Ticket              | Goro Tameike       | 5 décembre 2002    |                                                                    |
| VIP Shower 3                                                                   | Waap Entertainment Beauty | [Jo]Style          | 6 décembre 2002    | Avec Mirai Hoshizaki & Miyuki Hourai                               |
| Dream Contest of W Cast                                                        | Wanz Factory              |                    | 10 décembre 2002   | Avec Miyuki Horai                                                  |
| If Nao Oikawa Was My Girlfriend... もしも及川奈央がぼくの彼女だったら・・・    | KMP Million               | Goro Tameike       | 13 décembre 2002   | (9), (12)                                                          |
| Wet Seethrough 濡れてスケスケ                                                  | Bunny's Bunny             |                    | 1er janvier 2003   |                                                                    |
| Crazy Tongue 舌狂                                                              | h.m.p. Samm               | Ryutaro Kanno      | 28 janvier 2003    | Avec Akira Watase                                                  |
| Whole Nao Oikawa まるごと及川奈央                                              | SOD                       |                    | 6 février 2003     | (10)                                                               |
| Let Do Sex In High-School With Nao Oikawa 及川奈央と学校でしようよ!            | GLAY'z                    |                    | 7 février 2003     |                                                                    |
| Lady Snowblood 修羅雪姫                                                        | Trans                     |                    | 20 février 2003    |                                                                    |
| Make A Play Of Nao Oikawa 極・本番                                             | GLAY'z                    |                    | 21 février 2003    |                                                                    |
| Amateur Club 素人倶楽部                                                        | Obtain Future             |                    | 24 février 2003    | Divisé en 7 titres.                                                |
| 4 Hours with Nao Oikawa 及川奈央 ４時間                                        | KMP Million               | Hideto Aki         | 25 avril 2003      | (9), (12)                                                          |
| Spanking Girls                                                                 | KMP Million               | Goro Tameike       | 23 mai 2003        | With Hitomi Hasegawa                                               |
| Keep On Flash Pleasure In Four Hours 完全なるイカセ４時間                      | KMP Million               | Goro Tameike       | 20 juin 2003       | (9), (12)                                                          |
| Forest in Nude ヌードの森 〜メモワール レズビアン〜                            | KMP Million               | TOHJIRO            | 27 juin 2003       | Lesbienne Avec Kurumi Morishita                                    |
| Magical Mystery Tour                                                           | KMP Million               | Goro Tameike       | 25 juillet 2003    | Avec Hitomi Hayasaka, Ran Monbu, Hitomi Hasegawa, Saori Kamiya (9) |
| 24 Charisma Idols                                                              | KMP Million               |                    | 25 juillet 2003    | Omunibus                                                           |
| Les Quatre cents coups 2003 大人は判ってくれない２００３                       | KMP Million               | Rintaro Ise        | 29 août 2003       | Avec Hitomi Hayasaka, Ran Monbu (9)                                |
| Another Side of Nao Oikawa 2 裏・及川奈央２                                    | KMP Million               | Goro Tameike       | 26 septembre 2003  | (9), (12)                                                          |
| High Class Super Healing Soap Land 超高級癒し系おもてなしソープランド          | KMP Million               | Goro Tameike       | 24 octobre 2003    | (9), (12)                                                          |
| You Are My Brothers Wife 兄貴の嫁さん                                          | KMP Million               | Goro Tameike       | 28 novembre 2003   | (9), (12)                                                          |
| Molester Story 痴漢物語                                                        | KMP Million               | Goro Tameike       | 26 décembre 2003   | (9), (12)                                                          |
| 8 Hours with Nao Oikawa 及川奈央 ８時間                                        | KMP Million               | Hideto Aki         | 28 février 2004    | (12)                                                               |
| Special 4 Hours with Super Stars 完全撮りおろしスーパースター4時間SPECIAL      | KMP Million               |                    | 23 avril 2004      | Omunibus                                                           |
| If Nao Was My Girlfriend... 2 もしも及川奈央が僕の彼女だったら・・・２         | KMP Million               | Hideto Aki         | 30 avril 2004      | (9), (12)                                                          |
| The Woman Called Nao ＮＡＯと呼ばれた女                                        | KMP Million               | Goro Tameike       | 25 juin 2004       | Avec nao. (9)                                                      |

- Note
  - (1) Cosmos Plan : Partiellement inclus dans "Maximum Nao Oikawa" (ASIN B0029AJQ2C).
  - (2) Alice Japan : Partiellement inclus dans "Alice Pink File Nao Oikawa" (ASIN B003L14PME).
  - (3) Alice Japan : Remixé et reproduit avec le titre original.
  - (4) Momotaro : Inclus dans "Scramble" 1, 2 (ASIN B001HQLV36), B001KEM0GM).
  - (5) Total Media Agency : Inclus dans "Nao Oikawa History History 16 Hours" (ASIN B003BLEARY).
  - (6) Moodyz : Partiellement inclus dans "Hyper Digital Mosaic 4 Hours" (ASIN B000M9BN7S).
  - (7) Moodyz : Inclus dans "Perfect Collection 8 Hours" (ASIN B001W00692).
  - (8) Total Media Agency : Remixé et reproduit avec le titre original.
  - (9) KMP : Remixé et reproduit avec le titre original ("chef-d’œuvre intemporel" Série).
  - (10) SOD : Partiellement inclus dans "Digital Remaster Director's Cut 8 Hours" (ASIN B003U3NAMO).
  - (11) AUDAZ JAPAN : Remixé et reproduit avec le titre original.
  - (12) KMP : Partiellement inclus dans "All About Nao Oikawa" 1, 2 (ASIN B002C8YURC et B002F7IAC6).
  - (13) Maxing : Inclus dans "Star File Nao Oikawa" (ASIN B004B7ZRT2).
  - (14) ROOKIE : Inclus dans "Kiseki - Nao Oikawa Super Collection 8 Hours Special".
  - (15) ROOKIE : Partiellement inclus dans "Kiseki - Nao Oikawa Super Collection 8 Hours Special".

## Débats télévisés
| Titre                                                            | Réseau                    | Date                            | Notes                                                      |
| ---------------------------------------------------------------- | ------------------------- | ------------------------------- | ---------------------------------------------------------- |
| Pouring & Coming ぶっかけ☆イッたっしょ!?                         | CS Nippon                 | avril 2003 - mars 2004          |                                                            |
| 13 contes about destruction of human race 人類滅亡と13のコント集 | Nihon TV                  | octobre 2004 - mars 2005        | Rôle: Maha-Virocana Bouddha                                |
| Dragon Gate 登竜門                                               | Fuji TV                   | 2004 - 2005                     | Parler, chanter et danser avec Sora Aoi, Nana Natsume etc. |
| I’m speaking here! おしゃべりやってまーす                        | K’z station               | septembre 2004 - octobre 2005   |                                                            |
| Nao on Sale                                                      | Stations de radio locales | 2005 - 2007                     |                                                            |
| Angry Old Men 怒りオヤジ                                         | TV Tokyo                  | avril 2005 - mars 2009          |                                                            |
| Premier ぷれミーヤ                                               | TV Asahi                  | 2006 - 2008                     |                                                            |
| Too Naturally 自然体にもほどがある                               | Gyao Jocky                | 16 mars 2007 - 28 août 2009     | Avec Rei Kinukawa                                          |
| Push 80 percent, Pull 20 percent 8押して2引け                    | Pokela                    | 11 juin 2009 - 17 décembre 2009 |                                                            |
| Boîte du dollar de ce soir S 今夜もドル箱Ｓ                      | TV Tokyo                  | 5 avril 2011 (continue)         |                                                            |

## Jeu d'étape
| Titre                                     | Dramaturge/Directeur                     | Date                                  | Théâtre | Notes                                            |
| ----------------------------------------- | ---------------------------------------- | ------------------------------------- | --- | ------------------------------------------------ |
| Échec et mat                              | Masuo Hasumi                             | avril - 31 mai 2005                   | Umeda Kagetsu (Osaka) |                                                  |
| Shimurakon                                | Ken Shimura/La Salle Ishii               | 6 avril 2006 - 30 avril 2006          | Tokyo Metropolitan Art Space Cyunichi Theater (Nagoya)                                                                                           |                                                  |
| Mess de la nuit                           | Yuji Kobayashi/Kengo Kaji                | 21 novembre 2007 - 23 décembre 2007   | 14 petits théâtres à Niigata, Kōriyama, Ishinomaki, Sendai, Nagano, Nagoya, Kōbe, Tokyo, Hamamatsu, Okayama, Osaka, Kumamoto, Fukuoka, Hiroshima | Rôle: Saki (rôle principal)                      |
| Prisonnier de sang                        | Kengo Kaji                               | 31 août 2010 - 5 septembre 2010       | Ebisu Echo Theater (Tokyo) | Rôle: Miyabi Jinguji                             |
| Angel Heart                               | Tsukasa Hojo/Seiki Watanabe              | 2 octobre 2010                        | Kichijōji Theatre (Tokyo) | Avec Yumi Sugimoto Rôle : Saeko Nogami           |
| Quinze-l'œuf                              | Tetsuhiro Ikeda                          | 1er juin 2011 - 19 juin 2011          | Ekimae Theatre (Shimokitazawa, Tokyo) HEP HALL (Umeda, Osaka)                                                                                    | Avec unité de conte de comédie "Hyogen Sawayaka" |
| Le sentiment des femmes                   | Tomoki Kanazawa/Nao Oikawa/Megumi Kuge   | 15 septembre 2011 - 18 septembre 2011 | Theatre HOPE (Nakano, Tokyo) | Drame pour deux personnes avec Megmi Kuge        |
| LE TUEUR DU HOLSTEIN NE MEURENT JAMAIS !! | Ken Arima                                | 15 février 2012 - 19 février 2012     | The Pocket (Nakano, Tokyo) | Avec "Kaiketsu Pandars"                          |
| AI-NIKU                                   | Groupe d'auteurs de scénario "Dra-Kichi" | 8 mars 2012 - 11 mars 2012            | SAMSA ASAGAYA (Tokyo) | Rôle: Guichet de fortune Mitsumi                 |
| Quinte Flush Royale                       | Tetsuhiro Ikeda                          | 24 juin 2012 - 8 juillet 2012         | Honda Theatre (Shimokitazawa, Tokyo) ABC HALL (Fukushima-ku, Osaka)                                                                              | Avec unité de conte de comédie "Hyogen Sawayaka" |
| Femmes maléfiques                         | Ayako Kitagawa, Makoto Ozeki             | 20 septembre 2012 - 23 septembre 2012 | RABINEST (Takadanobaba, Tokyo) | Drame pour deux personnes avec Megmi Kuge        |
| Tokyo Explosion excentrique               | Miyuki Torii, Hirohide Sumida            | 17 avril 2013 - 21 avril 2013         | Space Zero (Yoyogi, Tokyo) | LIBERUS Produire, Tokyo Guillotine Club          |
| Filles de Tokaido                         | Tetsuhiro Ikeda                          | 29 août 2013 - 1er septembre 2013     | Theatre BRATS(Shinjuku, Tokyo) | Drame pour deux personnes avec Megmi Kuge        |
| Dis Bonjour à "Dis Bonjour à Black Jack"  | Shuho Sato, Kentaro Ono                  | 11 septembre 2013 - 16 septembre 2013 | Theatre Sun-mall(Shinjuku, Tokyo) | Rôle: Masae Kawamukai                            |
| Malédiction                               | Yoshimi Tokui, Yohei Yamazaki            | 27 novembre 2013 - 1er décembre 2013  | Théâtre rouge(Akasaka, Tokyo) | Rôle: Kekomi Nagi                                |
| 7EVEN LOVERS                              | Akira Watanabe                           | 18 mars 2013 - 23 mars 2013           | Yorozu Gekijo(Otsuka, Tokyo) | Rôle: Wizar (rôle principal)                     |

## Albums photos
| Titre                        | Éditeur           | Photographe         | Date de parution | Notes                           |
| ---------------------------- | ----------------- | ------------------- | ---------------- | ------------------------------- |
| OIKAWA NAO PORTRAITS         | Futabasya         | Seiichi Nomura      | juin 2001        |                                 |
| MOON FLOWER                  | Bauhouse          | Hiroyuki Yoshida    | octobre 2002     |                                 |
| NAKED HEART ハダカノココロ   | Bunkasya          | Shinichiro Koike    | juin 2003        |                                 |
| A GODDESS 女神               | Futabasya         | Shoken Takahashi    | décembre 2003    |                                 |
| DOCILE(NATURE OF NAO) Su-Nao | Wani Books        | Kouki Nishida       | juin 2005        | son dernier photobook nu        |
| G3 PRINCESS VISUAL BOOK      | Gakusyu Kenkyusya | Junichiro Shimokawa | octobre 2008     | Avec Rina Aizawa, Yumi Sugimoto |

## Discographie
| Titre                                     | Producteur                   | Date de parution | Notes                                            |
| ----------------------------------------- | ---------------------------- | ---------------- | ------------------------------------------------ |
| Shei Shei Shake 謝・謝・Shake             | BMG Japan                    | 23 novembre 2005 | "Shei Shei Shake" "Oyasumi"                      |
| Engine Sentai Go-onger G3 Princess CD-BOX | Columbia Music Entertainment | 1er octobre 2008 | "G3 Princess Rap - PRETTY LOVE Limited" "Utopia" |
| Appare Ba-Ban-Bang!                       | Bellwood Records             | 26 octobre 2011  | "Appare Ba-Ban-Bang!" "Svp Kame-sama"            |

## Divers
- Miku and Ran: Scénario pour le dessin animé sur l'Internet. Fabriqué en série à partir de mars 2009.
- NAO OIKAWA'S FRUIT SCANDAL - Pachinko Machine (Heiwa Corporation): De l'été 2009 à l'hiver 2010, pour 3 versions, machines du total 20.000[31] censées être embarqué.
- A Letter from Ancient Capital Kyoto (古都便り): Photographiez, en lisant la poésie par Nao Oikawa, musique par Tsugutoshi Goto, Téléphonez-Casted à partir du 27 avril 2010.

## Sources
(avril 2012).
- (ja) « Official Web Site Nao Oikawa », www.oinao.com (consulté le 14 novembre 2008);
- « Nao Oikawa » (présentation), sur l'Internet Movie Database
- (ja) « 及川奈央 女優紹介 », K.M.Produce (consulté le 7 septembre 2010);
- (ja) « GO-ONGER INTERVIEW 12 及川奈央 », 東映ヒーローネット,‎ 5 janvier 2009 (consulté le 2 septembre 2010)
- (ja) « 及川奈央のファッションアルバム », NAVER (consulté le 6 septembre 2010)
- (en) Interview « Interview avec quatre autres actrices » (consulté le 11 juin 2008)